# MetalStorm: Online
MetalStorm: Wingman è un videogioco di tipo combattimento fra aerei o simulatore di volo. Sviluppato in esclusiva per iOS, è disponibile gratuitamente su App Store e rende al meglio su dispositivo iPad. Lo stile è quello della saga di Ace Combat, quindi non un vero e proprio simulatore ma molto più incentrato sull'azione. Studiato principalmente sul gioco online con missioni di battaglia o cooperazione ha anche una modalità gioco singolo.
Non avendo licenze ufficiali gli aerei, le armi e le locazioni hanno nomi di fantasia. Comprende una classifica mondiale dei migliori giocatori. Il videogioco sfrutta la tecnologia Airplay tramite Apple TV si può giocare comodamente sfruttando un televisore HD. Nel gennaio 2013 il Videogioco ha cambiato nome in MetalStorm: Online.

## Modalità di gioco
I controlli del gioco sono relativamente semplici, l'imbardata, la cabrata, il rollio e il beccheggio sono controllati dal giroscopio dell'iPad/iPhone, la velocità con due pulsanti sul lato sinistro dello schermo. Eseguendo uno "swipe" verso destra o sinistra l'aereo effettuerà un Tonneau, invece facendolo verso l'alto l'aereo eseguirà un Looping, manovre utili e indispensabili per eludere i missili degli aerei nemici. I missili e i mitragliatori vulcan di bordo si trovano sul lato destro. In alto a sinistra si trova l'icona del microfono, si può parlare in streaming con l'avversario/alleato. In basso a destra si trova l'icona del cambio di visuale (ottima per evitare i missili nemici).
Gli scenari sono molto vari: mare, pianure, montagne innevate e molti altri.

## Aerei disponibili
I nomi degli aerei sono di fantasia ma ispirati ai veri modelli. Possono essere acquistati con crediti Verdi o monete Blu. Molto spesso vengono aggiunti nuovi aerei e alcuni vengono riproposti a prezzi diversi, a volte vengono fatte offerte speciali per brevi periodi.
Lista aggiornata a novembre 2013
- AF-Y4 Saratoga Non più disponibile
- C-101 Annichilator
- D-7 Wartusk
- D-21 Falcon
- E-14 Tempest
- F-7 Wraith
- F-12 Talon
- F-51 Hawken
- F-105 Dragon
- F-105 Bobcat
- F-106 Thresher
- F-106 Arbiter
- F-113 Eagle-X
- FA-92 Odyssey Non più disponibile
- FA-119 Reaper
- FA-144 Juggernaut
- FA-230 Sentinel
- K-12 Panther Non più disponibile
- K-15 Mako Non più disponibile
- LM-22 Ares Non più disponibile
- M-11 Raven
- MV-23 Warlord
- R-94 Achilles Non più disponibile
- S-10 Thunderbolt
- Sky Demon
- T-18 Cyclone
- U-9 Raider
- WM-10 Striker
- X-23 Nightwing

## Cannoni
- 20mm Vulcan
- 25mm Valkyrie
- 25mm Banshee
- 30mm Apollo
- 30mm Osiris
- 33mm Vodoo
- 40mm Zeus
- 40mm Hades

## Missili
- AIM-9 Sidewinder
- AIM-54 Phoenix
- AIM-120 RAAM
- AIM-132 Lancer
- R-40 Bisnovat
- MBDA Meteor
- R-27 Vympel

## Missioni
- Modalità duello, il classico 1 contro 1 a tempo limite.
- Modalità sopravvivenza, ondate di nemici sempre più numerosi. Da giocare in singolo o in multiplayer.
- Campagna, ambientato nella regione Makrovia narra le vicende dello squadrone d'attacco Helios, sono disponibili 5 missioni.
- Missione 1, Caccia al Dominus: Supporto e ricognizione alla portaerei Dominus e al convoglio che la segue.
- Missione 2, Fabbrica sul mare: Missione d'attacco ad una fortezza nemica e distruggere la fabbrica di munizioni.
- Missione 3, La flotta ribelle: Attacco alla flotta nemica.
- Missione 4, I serpenti volanti: L'avanguardia della squadra Helios è attaccata da un nemico misterioso.
- Missione 5, Attacco a porto Crescent: La flotta alleata e lo squadrone Helios attaccano la città principale ribelle della regione.